# Дииодотетракарбонилрутений
Дииодотетракарбонилруте́ний — неорганическое соединение, 
карбонильный комплекс рутения
с формулой Ru(CO)4I2,
золотисто-жёлтые кристаллы,
неустойчивые на воздухе.

## Получение
- Действие монооксида углерода под давлением на иодид рутения(III):

{\displaystyle {\mathsf {2RuI_{3}+8CO+Cu\ {\xrightarrow {170^{o}C,\ 240~bar}}\ 2Ru(CO)_{4}I_{2}+CuI_{2}}}}

## Физические свойства
Дииодотетракарбонилрутений образует золотисто-жёлтые кристаллы.
Легко очищается сублимацией в вакууме при 100°С.